# Косарські пісні
Косарські пісні — ліричні твори, які виконувались як супровід до праці під час косовиці та по завершенні роботи. Тематично близькі до гребовицьких та жниварських пісень.
Такими вони дійшли до наших днів. Але, як вважають окремі дослідники, у давнину вони мали інше призначення. Зокрема В. Балушок пов'язує їх виникнення та виконання з традицією ініціації як посвяти до косарських громад, вважаючи, що основна їх частина співалась після прийняття нового члена у громаду як його величання.
Основними образами у цих творах є косарі, робота яких поетизується та оспівується:
Вийшли в поле косарі косить ранком на зорі.

Ей, нуте, косарі, бо нерано почали:

Хоч не рано почали, так багато утяли!
І в жниварських, і в косарських піснях часто звучать мотиви важкої праці та недолі вдови, що сама не може впоратись із роботою в полі, тому в неї бідний врожай, немає кому допомогти, і їй доводиться за плату наймати робітників:
Зажурилась бідна удівонька,

Косарі косять, а вітер повіває,

Що не кошена дібровонька.

А бідна вдова з жалю вмирає,

Найму косарів сімдесят і чотири.

Над дрібними дітьми ридає…

Щоб покосили гори й долини.
Цими мотивами жниварські та косарські твори перегукуються із вдовиними піснями. Меланхолійним настроєм, мотивами кохання, переживаннями ліричного героя окремі з них наближені до родинно-побутових пісень, які, очевидно, виникли із календарно-обрядової творчості:
Косарі косять, вітер повіває.

До грубленої крайниці,

Десь моя мила з іншим розмовляє.

Брать холодної водиці.

Як піду я яром, яром, долиною

А там беруть воду чужі молодиці.
Давність традиції косарських пісень засвідчує той факт, що їх провідні мотиви кошення трави, образи срібної коси, чистої роси тощо наявні у творах інших циклів, зокрема в зимовому, де вони широко представлені у щедрівках («Там Василій сіно косить», «А Василій сіно косив» та ін.). Символічним є образ смерті з косою, який з'являється не лише в обрядовій творчості (зокрема різдвяній), а й у народній ліриці, ліро-епосі та епосі.
Однак, частина косарських пісень походить з пізнішого часу, ніж архаїчна календарна обрядовість, тому вони менше зв'язані з ритуалами і більше із «новітніми» жанрами. Зокрема, зафіксована значна кількість косарських пісень з коломийковим розміром:
Ой косив я сіно-сіно, косив я отаву.

Ой любив я дівчиноньку біляву, чорняву.

Ой косив я сіно-траву, косив я осоку,

Ой любив я дівчиноньку тоненьку, високу.

Ой косив я вперед гречку, а потім пшеницю,

Ой любив я вперед дівчат, потім — молодицю.